# Sky Tower (Auckland)
La Sky Tower di Auckland, in Nuova Zelanda, è la torre più alta dell'emisfero meridionale con un'altezza di 328 metri alla sommità dell'antenna.
Di proprietà della società organizzatrice nel gioco d'azzardo SKYCITY Entertainment Group, è stata inaugurata il 3 agosto 1997 e i lavori di costruzione sono iniziati nel 1994.

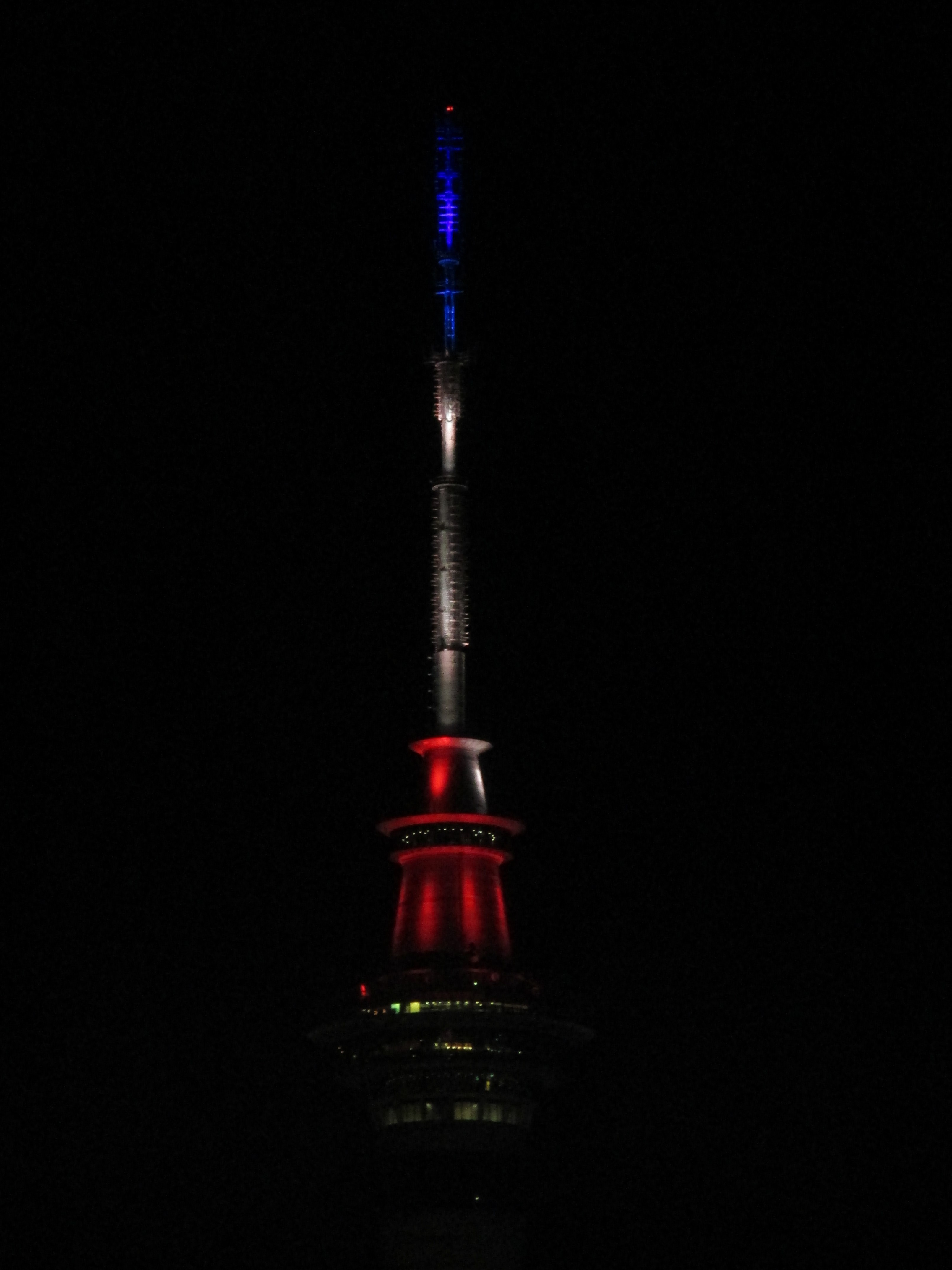
L'antenna della Sky Tower è illuminiata con i colori della bandiera francese in segno di lutto per gli attentati del 13 novembre 2015 a Parigi